# Omdlały imam

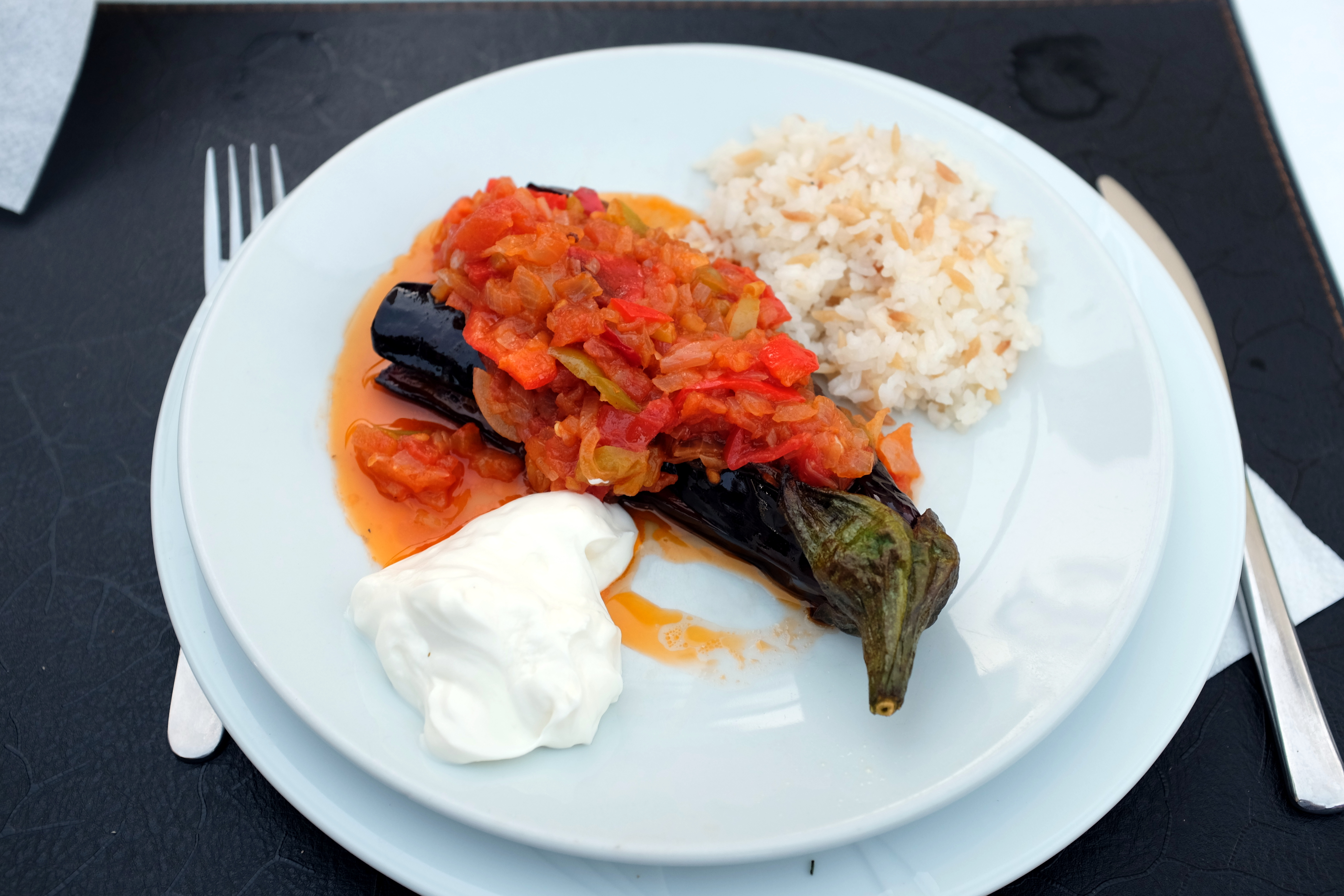
Omdlały imam

Omdlały imam (tur. imambayıldı, bułg. имамбаялдъ) – danie kuchni tureckiej i bałkańskiej; wegetariańska odmiana potrawy o nazwie karnıyarık.
Danie stanowi rodzaj przystawki do alkoholu (meze), przygotowanej z oberżyny (bakłażana), nadziewanej cebulą, czosnkiem i pomidorami, pieczonej w oliwie. Jest podawane na zimno, z pieczywem. Czas przygotowania potrawy to ok. 90 minut.
Omdlały imam jest znany w większości krajów bałkańskich pod swoją turecką nazwą, a także w świecie arabskim jako imam bayouldi. Nazwa ma nawiązywać do reakcji jednego z tureckich imamów na potrawę, którą przygotowała jego żona. Omdlenie miało być spowodowane albo oryginalnym smakiem potrawy, albo wysoką ceną zastosowanych do niej przypraw.
George Wayne Jacobs określa potrawę jako zbliżoną do francuskiego ratatouille.